# Гейдж, Томас (генерал)
Томас Гейдж (англ. Thomas Gage; 1719 или 1720 год, Фирл, Суссекс, Англия — 2 апреля 1787 года, Лондон, Англия) — британский генерал, более всего известный благодаря его многолетней службе в Северной Америке, в том числе его роли в качестве главнокомандующего британскими войсками в Северной Америке в первые дни Американской революции.
Родился предположительно в 1719 или в начале 1720 года в аристократической семье в Англии.
Поступил на военную службу, участвовал во Франко-индейской войне, где сражался вместе с будущим своим противником Джорджем Вашингтоном в 1755 году в битве при Мононгахеле. После падения Монреаля в 1760 году он был назначен военным губернатором города. За это время он не отличился в военном отношении, но показал себя компетентным администратором.
С 1763 по 1775 год он занимал пост главнокомандующего британских войск в Северной Америке, возглавляя британские войска во время ответных действий на восстание Понтиака в 1763 году. В 1774 году он был назначен военным губернатором провинции Массачусетского залива с приказом по претворению в жизнь Невыносимых законов и наказанию Массачусетса за Бостонское чаепитие. Его попытка захвата военных складов патриотов-ополченцев в апреле 1775 года привела к сражениям при Лексингтоне и Конкорде, что стало началом Американской войны за независимость. После того как Гейдж одержал пиррову победу в июне 1775 года в битве при Банкер-Хилле, он был заменён генералом Уильямом Хау в октябре того же года и затем вернулся в Великобританию.

## Ранние годы
Томас Гейдж родился 10 марта 1718/19 года и был крещен 31 марта 1719 года в Вестминстер-Сент-Джеймс (Миддлсекс, Англия). Он был сыном Томаса Гейджа, 1-го виконта Гейджа, и Бенедикты Марии Терезы Холл. Его отец был знатным дворянином, имевшим владения в Ирландии. У Гейджа-старшего было трое детей, из которых Томас был вторым. В 1728 году Гейдж начал посещать престижную Вестминстерскую школу, где он встречался с Джоном Бергойном, Ричардом Хау, Фрэнсисом Бернардом и Джорджем Жермейном. Несмотря на долгую историю католицизма в семье, Томас принял англиканскую веру в 1715 году. В школьные годы Томас он проявлял неприязнь к Римско-католической церкви, которая стала очевидной в последующие годы. После окончания Вестминстера в 1736 году Гейдж поступил на службу в британскую армию, получив чин прапорщика. Его первоначальные обязанности состояли в вербовке новобранцев в Йоркшире. В январе 1741 года он приобрел чин лейтенанта в 1-м Нортгемптонском полку, где пробыл до мая 1742 года, когда перебрался в полк Баттеро в звании капитан-лейтенанта. Гейдж получил чин капитана в 1743 году и принял участие в войне за австрийское наследство во Фландрии, где служил адъютантом графа Альбемарла в битве при Фонтенуа. Далее он участвовал в боевых действиях в Нидерландах, а в 1748 году он приобрел чин майора и перешёл в 44-й пехотный полк. Полк находился в Ирландии с 1748 по 1755 год; в марте 1751 года Гейдж получил звание подполковника.
Гейдж был популярной фигурой в армии и в офицерских клубах, хотя не любил алкоголя и не играл в азартные игры. Гейдж также завел важные политические связи, имея отношения с такими важными фигурами, как лорд Баррингтон, будущий военный секретарь, и Джеффри Амхерст, поднявшийся до карьерных высот во время французской и индейской войны.
В 1750 году Гейдж был помолвлен с некой знатной дамой, но в итоге помолвка была разорвана. В 1753 году Гейдж и его отец заседали в парламенте. Оба проиграли на выборах в апреле 1754 года. Оба они оспаривали результаты голосования, но вскоре его отец умер, и Гейдж снял свой протест в начале 1755 года, так как его полк отправляли в Америку после начала французской и индейской войны.

## Французская и индейская война
В 1755 году полк Гейджа был отправлен в Северную Америку в составе экспедиционных сил генерала Эдварда Брэддока. Экспедиция Брэддока была отправлена с целью изгнания французских войск из долины реки Огайо, спорной территории между французскими и британскими колониями, где в 1754 году произошли военные столкновения. В этой экспедиции полк Гейджа был в авангарде британских войск, когда они натолкнулись на армию французов и индейцев в битве при Мононгахеле, в которой Брэддок был смертельно ранен, а Джордж Вашингтон отличился руководством при организации отступления. Командир 44-го полка сэр Питер Хэлкетт был одним из многих офицеров, убитых в битве, а Гейдж, временно принявший командование полком, также был легко ранен. Полк был разбит, а капитан Роберт Орм (адъютант генерала Брэддока) заявил, что именно действия Гейджа после гибели командира привела к его разгрому; в результате этих обвинений Гейджу было отказано в постоянном командовании 44-м полком. Гейдж и Вашингтон поддерживали дружественные отношения в течение нескольких лет после экспедиции, но расстояние и отсутствие частых контактов, вероятно, охладили их отношения. К 1770 году Вашингтон публично осуждал действия Гейджа в утверждении британской власти в Массачусетсе.

### Создание легкой пехоты
Летом 1756 года Гейдж служил вторым командиром неудачной экспедиции по организации снабжения форта Осуиго, который пал в руки французов, пока экспедиция ещё была в пути. В следующем году он был назначен капитаном экспедиции против Луисбурга генералом Джоном Кэмпбеллом, лордом Лоудоном, но экспедиция была отменена, когда столкнулась с большим французским флотом.

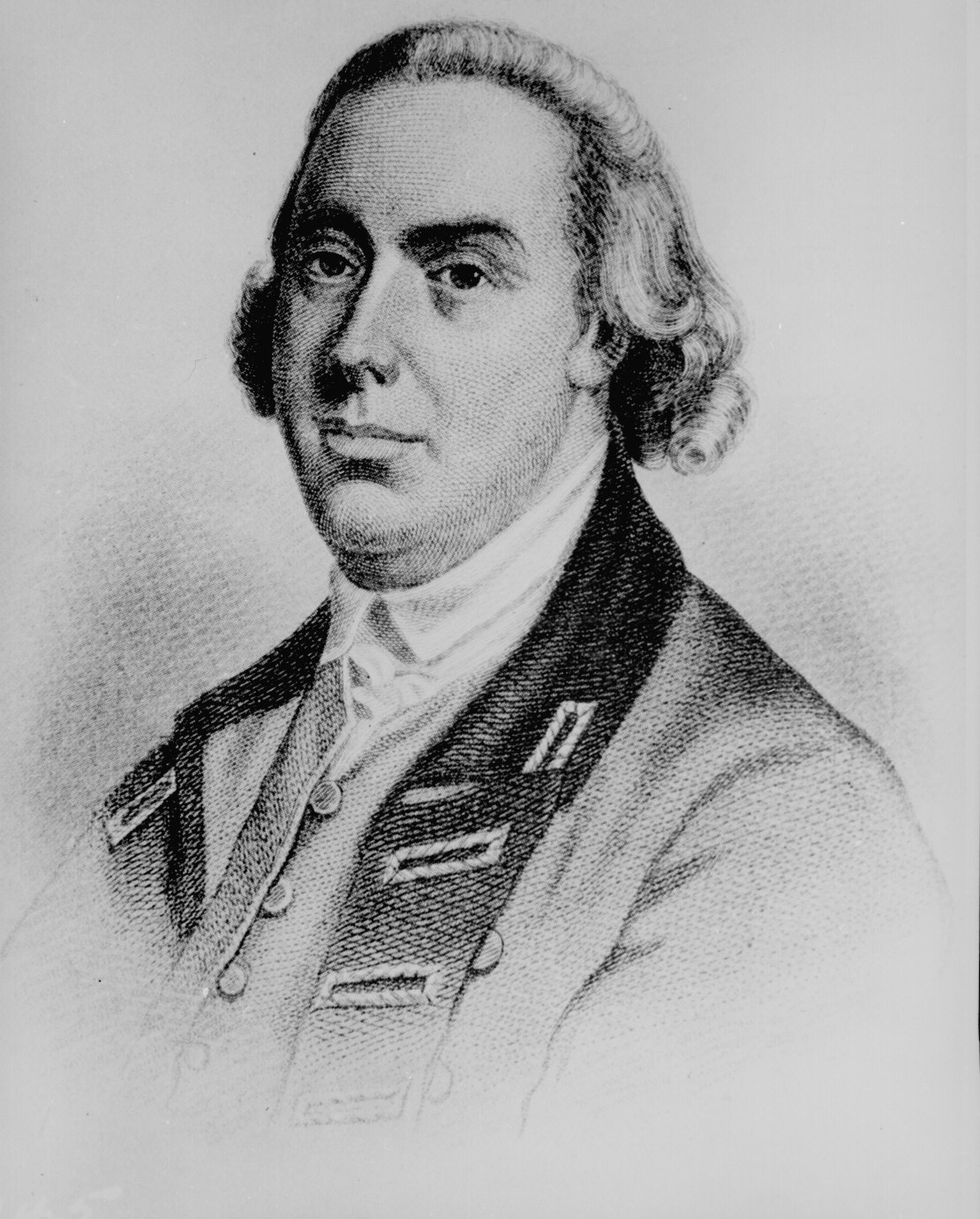
Выгравированный портрет Гейджа

В декабре 1757 года Гейдж предложил Лоудону создать полк легкой пехоты, который был бы лучше приспособлен к лесной войне. Лоудон одобрил план, также порекомендовав королю повысить Гейджа до полковника. Гейдж провел зиму в Нью-Джерси, вербуя новобранцев для образованного по его инициативе 80-го полка лёгкой пехоты, первого лёгкопехотного полка в британской армии. Одновременно Гейдж ухаживал за Маргарет Кембл, известной красавицей, внучкой мэра Нью-Йорка Стефануса ван Кортланта. К февралю 1758 года Гейдж был в Олбани, готовясь к военной кампании, а 8 декабря женился на Маргарет.
Военная кампания завершилась катастрофической битвой при Карильоне, в которой 16 000 британских войск были разгромлены отрядом в 4000 французов. Гейдж, чей полк был в британском авангарде, снова был ранен в битве, британцы потеряли более 2000 человек. В 1758 году Гейдж получил чин бригадира, главным образом благодаря стараниям своего брата лорда Гейджа.
Новый бригадир был направлен в распоряжение генерал-майора Джеффри Амхерста. В 1759 году, вскоре после захвата Тикондероги без боя, генерал Амхерст узнал о смерти генерала Джона Придо, чья экспедиция захватила у французов Форт-Ниагару. Амхерст приказал Гейджу занять место Придо и взять Форт-де-ла-Презентасьон (также известный как Форт-Ла-Галетт) в устье реки Освегатчи на озере Онтарио. Когда Амхерст узнал, что французы также покинули Форт-Сент-Фредерик, он послал гонца к Гейджу с указаниями захватить Ла-Галетт, а затем, если вообще возможно, продвинуться к Монреалю.
Когда Гейдж прибыл в Осуиго, который был захвачен в июле войсками под командованием Фредерика Халдиманда, он обследовал ситуацию и решил, что было бы неразумно двигаться против Ла-Галетта. Ожидаемые подкрепления из форта Дюкен не прибыли, французская военная сила в Ла-Галетте была неизвестна, и численность противника вблизи Монреаля считалась относительно высокой. Гейдж, полагая, что нападение на Ла-Галетт не принесёт каких-либо существенных преимуществ, возразил приказам Амхерста и посла ему письмо с изложением причин. Амхерст был возмущен этими действиями Гейджа, и его полк оставался в тылу армии Амхерста в экспедиции 1760 года, приведшей к капитуляции Монреаля.

## Раннее губернаторство
После французской капитуляции Амхерст назначил Гейджа военным губернатором Монреаля. Задача Гейджа оказалась неблагодарной, поскольку она включала мельчайшие детали муниципального управления наряду с организацией военной оккупации. Он также был вынужден заниматься решением гражданских споров и управлением торговлей с индейцами в районе Великих озёр, где торговцы поссорились с индейцами. Маргарет приехала к нему в Монреаль, и там родились его первые двое детей, Харри, будущий третий виконт Гейдж, и Мария Тереза. В 1761 году Гейдж был назначен генерал-майором, а в 1762 году снова с помощью своего брата получил командование 22-м полком.
По всей видимости, Гейдж оказался одаренным администратором, уважающим жизнь и собственность людей, хотя у него было здоровое недоверие к крупным землевладельцам и католическому духовенству, которое он считал интриганами в пользу французов. Когда мир был объявлен по Парижскому договору 1763 года, Гейдж начал лоббировать свой перевод из Канады, поскольку «очень устал от этого проклятого климата». В октябре 1763 года появились новости о том, что он будет выполнять функции главнокомандующего британскими войсками в Северной Америке, а Амхерст отбывает в отпуск в Британию. Он немедленно покинул Монреаль и принял командование в Нью-Йорке 17 ноября 1763 года.

### Восстание Понтиака
После завоевания Новой Франции Амхерст, мало уважавший индейцев, установил политику, которая сильно тормозила британско-индейские отношения, в частности, запретил продажу индейцам боеприпасов. В сочетании с широко распространенной озабоченностью по поводу расширения британских владений, это побудило племена Огайо подняться против британцев. В мае 1763 года под руководством лидера племени оттава Понтиака они начали серию нападений на гарнизоны британских пограничных фортов.

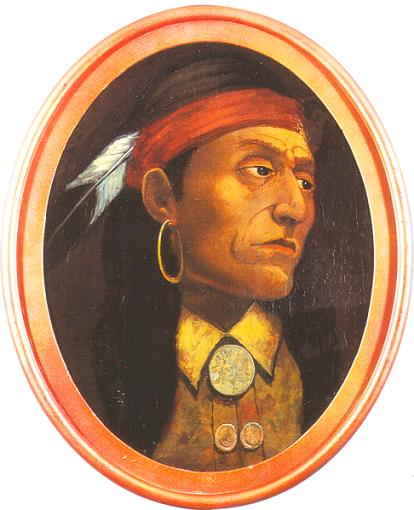
Художественная интерпретация образа вождя Понтиака кисти Джона Микса Стэнли. Достоверных портретов вождя не существует

Надеясь положить конец конфликту, Гейдж приказал полковнику Джону Брэдстриту и полковнику Генри Буке выступить в военную экспедицию, а генералу Уильяму Джонсону — участвовать в мирных переговорах. Джонсон договорился о мире в форте Ниагара летом 1764 года с некоторыми недовольными племенами, а полковник Буке в октябре 1764 года договорился о прекращении огня, в результате которого в 1765 году был заключён ещё один мирный договор. В 1765 году 42-й Королевский горский полк, наконец, добрался до Форт-Кавендиша, последнего форта, находившегося ещё во французских руках. Конфликт не был полностью разрешён, пока сам Понтиак не отправился в Форт-Онтарио и не подписал официальный договор с Джонсоном в июле 1766 года.
Когда генерал Амхерст покинул Северную Америку в 1763 году, он официально отбыл в отпуск. В 1764 году Амхерст объявил, что не собирается возвращаться в Северную Америку, после чего назначение Гейджа на пост главнокомандующего стало постоянным. Интриги других высокопоставленных офицеров, особенно Роберта Монктона и его сторонников, против Гейджа продолжались на протяжении всего срока его пребывания на посту главнокомандующего. Гейдж был повышен до генерал-лейтенанта в 1771 году.
Гейдж провел большую часть своего времени в качестве главнокомандующего в Нью-Йорке. Хотя Гейдж был отягощен обязанностями управлять территорией, которая охватывала всю Северную Америку к востоку от реки Миссисипи, Гейдж явно наслаждался жизнью в Нью-Йорке, активно участвуя в социальной жизни. В дополнение к символической сумме в 10 фунтов стерлингов в день в качестве жалования главнокомандующего, он получил множество денежных грантов, включая зарплату полковника, что позволило ему отправить всех своих детей (по меньшей мере шесть из них дожили до совершеннолетия) в школы в Англию.
Избегая коррупционных отношений, Гейдж тем не менее не стеснялся заниматься политическим фаворитизмом. Он активно расставлял на административных постах своих сторонников и способствовал их продвижению.

### Рост колониального напряжения
Во время правления Гейджа политическая напряженность росла во всех американских колониях. В результате Гейдж начал выводить войска с границы, чтобы укрепить городские центры, такие как Нью-Йорк и Бостон. По мере того, как число солдат, размещенных в городах, росло, необходимость обеспечить достаточное питание и жилье для этих войск становилась все более актуальной. Парламент в 1765 году разрешил британским войскам квартировать в пустующих домах, амбарах и надворных строениях, но не в частных домах.
Мысли Гейджа о причинах колониальных волнений сыграли важную роль в развитии этих волнений. Он первоначально считал, что массовые беспорядки после Гербового акта 1765 года начались в основном из-за недостаточного количества сил охраны порядка в Бостоне. В 1768 году он рекомендовал разместить два полка в Бостоне, что ещё больше возмутило горожан. Среди войск, расквартированных в городе, был 29-й пехотный полк, который ранее столкнулся с колонистами в Квебеке и Нью-Йорке и имел репутацию полка с плохой дисциплиной. Солдаты этого полка в конечном итоге стали участниками Бостонской резни 1770 года. Позже в том же году Гейдж писал, что «Америка — это просто хулиган, от одного конца до другого, а бостонцы — самые большие хулиганы».
Гейдж позже изменил свое мнение об источнике беспорядков, полагая, что демократия сама по себе представляет серьёзную угрозу. Он видел рост автономии колоний и писал в 1772 году, что «демократия слишком распространена в Америке». Он считал, что городские собрания должны быть отменены, и рекомендовал, чтобы колонизация была ограничена прибрежными районами, где британская власть была более крепкой.

## Губернатор Массачусетс-Бэй
Гейдж вернулся в Великобританию в июне 1773 года со своей семьей и, таким образом, пропустил Бостонское чаепитие в декабре того же года. Британский парламент отреагировал на это событие рядом карательных мер против Массачусетса, известных в колониях как «Невыносимые законы». Некоторые из указанных в них мер высказывались в более ранних письмах Гейджа в Англию. Благодаря своему военному опыту и относительной молодости (губернатор штата Массачусетс Томас Хатчинсон тогда был 62-летним и непопулярным политиком, а столь же непопулярный лейтенант-губернатор Эндрю Оливер был болен и умер в марте 1774 года), Гейдж, популярная фигура с обеих сторон Атлантики, считался лучшим человеком для обеспечения соблюдения парламентских актов в Массачусетсе.

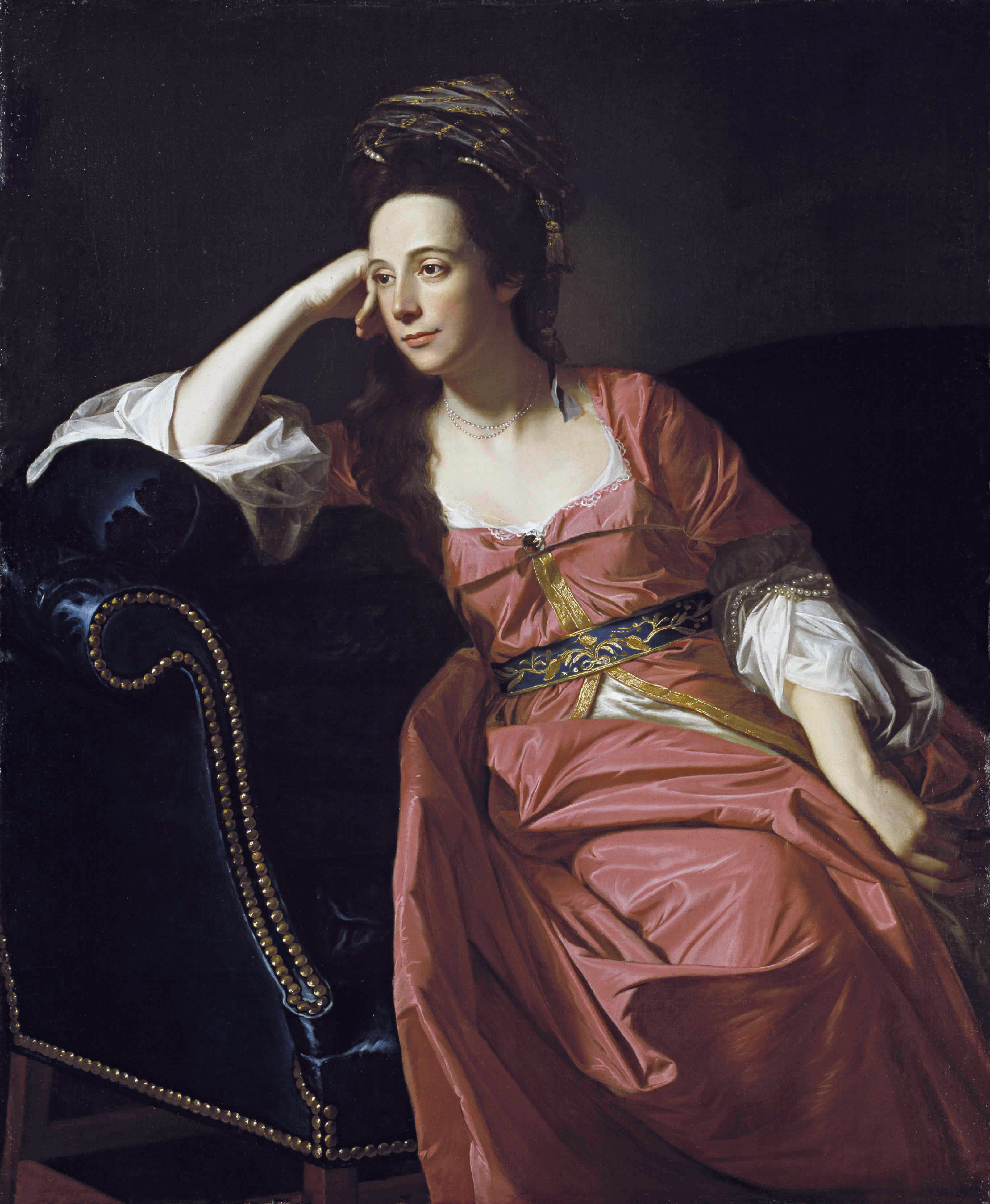
Маргарет Кембл Гейдж, 1771. Некоторые из современников и более поздние историки подозревают её в тайной помощи сторонникам независимости колоний

В начале 1774 года Гейдж был назначен губернатором Массачусетса, заменив Хатчинсона. Он прибыл из Великобритании 13 мая 1774 года. Его приезд был встречен хорошо, бостонцы были счастливы отставке Хатчинсона. Отношения местных к нему ухудшились, когда он начал осуществлять парламентские акты, в том числе закон о Бостонском порте, в результате которого многие докеры потеряли работу, и закон, отменивший право провинциального собрания на назначение членов губернаторского совета. Гейдж распустил собрание в июне 1774 года, после того как обнаружил, что представители Массачусетса отправляют делегатов на Континентальный конгресс. Он призвал к проведению новых выборов, но его авторитет был подорван представителями, которые отказались встретиться с вновь назначенным губернаторским советом. Он попытался подкупить политических лидеров Массачусетса, в частности в Бенджамина Чёрча и Сэмюэла Адамса. С Чёрчем он добился успеха — тот стал тайно снабжать его данными о деятельности повстанческих лидеров, но Адамс и другие лидеры мятежников отказались от подкупа.
В сентябре 1774 года Гейдж вывел гарнизоны из Нью-Йорка, Нью-Джерси, Филадельфии, Галифакса и Ньюфаундленда и объединил их в Бостоне с военно-морскими силами под контролем адмирала Сэмюэла Грейвса. Гейдж подвергся критике за то, что он разрешил существование таких групп, как «Сыны свободы». Один из его офицеров, лорд Перси, заметил: «Бездеятельность генерала служили только тому, что сделало колонистов более смелыми и наглыми».

## Американская революция
14 апреля 1775 года Гейдж получил приказ из Лондона принять решительные меры против повстанцев (патриотов). С учётом того, что силы повстанцев собирали оружие в Конкорде, Массачусетс, он приказал британским солдатам из гарнизона Бостона отправиться туда в ночь на 18 апреля, чтобы конфисковать его. В Лексингтоне отряд ополченцев удалось рассеять, но через несколько часов в Конкорде часть британского отряда войск была разгромлена более сильным контингентом ополченцев. Когда англичане покинули Конкорд после обыска (он был в значительной степени неудачным, так как колонисты заранее вывезли большую часть ресурсов), ополченцы организовали из преследование до Чарльзтауна. Сражения при Лексингтоне и Конкорде привели к 273 жертвам среди англичан и 93 среди американских повстанцев.
После Лексингтона и Конкорда тысячи колониальных ополченцев окружили город, начав осаду Бостона. Сначала повстанцы (главным образом, массачусетский генерал Артемас Уорд) столкнулись с примерно 4000 британских солдат, которые были разбросаны по городу. Британский адмирал Сэмюэл Грейвс командовал флотом, который продолжал контролировать гавань. 25 мая в город прибыли 4500 подкреплений, а также ещё три генерала: генерал-майор Уильям Хау и бригадиры Джон Бергойн и Генри Клинтон.
12 июня Гейдж издал прокламацию, которая, как полагают, была написана Бергойном, но распространена от имени Гейджа, она давала общее помилование всем, кто продемонстрирует лояльность короне, кроме Джона Хэнкока и Сэмюэла Адамса. Гейдж также продумывал с новоприбывшими генералами план разгрома осаждающих сил. Британцы рассчитывали занять Дорчестерские высоты, а далее атаковать лагерь повстанцев в Роксбери. Это позволило бы британцам в конечном итоге взять колониальный штаб в Кембридже. Колонистов предупредили об этих планах, и они перехватили инициативу. В ночь с 16 на 17 июня они укрепились на высоте Бридс-Хилл, угрожая британским позициям в Бостоне. 17 июня 1775 года британские войска под командованием генерала Хау захватили полуостров Чарльзтаун в битве при Банкер-Хилле. Это была пиррова победа; Британия выиграла, но потеряла более 1000 человек без существенных последствий для снятия осады. Генри Клинтон назвал это «дорого купленной победой, другая такая нас погубит», в то время как другие офицеры отметили, что победой ничего не было достигнуто. Сам Гейдж написал военному секретарю в Лондон: «Эти люди демонстрируют дух и рвение против нас, которые они никогда не проявляли против французов… Они полны ярости и энтузиазма, и вы должны действовать всерьез или сдать свои дела здесь. Маленькая армия, действующая в одном месте, не поможет, вы должны иметь большие армии, атакующие с разных сторон, чтобы разделить их силы. Потери, которые мы понесли, больше, чем мы можем вынести».

## Возвращение в Великобританию

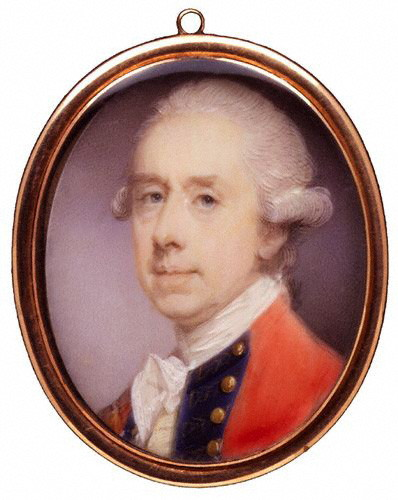
Миниатюра Гейджа кисти Джеремии Мейера, 1775

25 июня 1775 года Гейдж написал письмо в Великобританию, уведомив лорда Дартмута о результатах битвы 17 июня. Через три дня после того, как его доклад прибыл в Англию, Дартмут издал приказ об отставке Гейджа и назначении на его пост Уильяма Хау. Стремительность этих действий, скорее всего, объясняется тем, что в правительстве уже давно спорили об отставке Гейджа, и битва при Банкер-Хилле была всего лишь последней каплей. Гейдж получил приказ в Бостоне 26 сентября и отбыл в Англию 11 октября.
Приказ об отставке фактически не лишил Гейджа его постов. Уильям Хау временно заменил его как командующий силами в Бостоне, а генералу Гаю Карлтону было передано командование силами в Квебеке. Хотя король Георг хотел вознаградить своего генерала за службу, единственной наградой для Гейджа стало сохранение им губернаторства Массачусетса.
По возвращении Гейджа в Англию его семья, в конце концов, поселилась в доме на Портленд-Плейс в Лондоне. Хотя его прием королем Георгом был дружеским, общественность зачастую обвиняла его в поражениях в Северной Америке.
В апреле 1781 года Гейдж был возвращен на службу, когда Амхерст назначил его для мобилизации войск для возможного французского вторжения. В следующем году Гейдж взял на себя командование 17-м драгунским полком.
20 ноября 1782 года он получил повышение в звании до полного генерала.

## Последние годы и наследие
Поскольку его полк был расформирован в середине 1780-х годов, Гейдж ушёл в отставку. Он принимал посетителей в доме на Портленд-Плейс и в Фирле, включая Фредерика Халдиманда и Томаса Хатчинсона. Его здоровье начало ухудшаться в начале 1780-х годов.
Томас Гейдж умер 2 апреля 1787 года в Лондоне и был похоронен в фамильном склепе в Фирле.
Его жена пережила его почти на 37 лет. Его сын Генри унаследовал родовой титул семьи после смерти своего брата Уильяма и стал одним из самых богатых людей в Англии.
В честь Гейджа был назван город Гейджтаун в провинции Нью-Брансуик (Канада). В 1792 году лейтенант-губернатор Верхней Канады Джон Грейвс Симко переименовал архипелаг островов в устье реки Св. Лаврентия в честь британских генералов: остров Вулф, остров Амхерст, остров Хау, остров Карлтон и остров Гейдж. Последний ныне известен как остров Симко.

## В кино
- «Сыны свободы» — телесериал Кари Скогланда, вышедший на телеканале History Channel (США, 2015); в роли генерала — Мартон Чокаш.